# ナイチンゲールの沈黙
『ナイチンゲールの沈黙』（ナイチンゲールのちんもく）は2006年10月に宝島社から刊行された海堂尊の長編小説、およびそれを原作としたテレビドラマ。

## 概要
著者のデビュー作『チーム・バチスタの栄光』に続く『田口・白鳥シリーズ』の2作目。作品の舞台である東城大学医学部付属病院の小児科での出来事と、その外部で起こった殺人事件に田口と白鳥が関わっていくという内容。本作から桜宮サーガを構成する事項や他の海堂作品にクロスオーバーする人物が登場する。
なお、本作は執筆中に1000枚を超えることがわかり、編集から二作に分けるように指示されたため、本作と『田口・白鳥シリーズ』の3作目『ジェネラル・ルージュの凱旋』に分離されたという経緯がある。そのため、『ジェネラル・ルージュの凱旋』の出来事と同時進行で描かれている構成となっている。この分け方を作者は「縦に分ける」
と表現している。
執筆時のBGMは、中島美嘉「GLAMOROUS SKY」、シーソー「君が見えない」、西城秀樹「炎」。

## ストーリー
世の中を震撼させた「バチスタ・スキャンダル」から9か月後。医者や看護師達が浮かれていた東城大学医学部付属病院の忘年会後、小児科看護師の浜田小夜と如月翔子は、城崎と名乗る男に「迦陵頻伽」と呼ばれる有名な歌手・水落冴子のライブに誘われる。だがライブ中に冴子が大量吐血する事態が起き、冴子は翔子らの判断で田口公平が当直を務める神経内科病棟のVIP病室・通称「ドア・トゥ・ヘブン」に入院することに。診察の結果、冴子は重度のアルコール性肝硬変を患っており、余命いくばくもない状態だった。
一方、小児科には牧村瑞人と佐々木アツシが網膜芽細胞腫を患い入院していた。その二人のメンタル面を危惧した看護師長の猫田は、田口にメンタルケアを依頼。かくして猫田と藤原の差配によって小児科患者限定の不定愁訴外来が開設された。だが同じ頃、瑞人の父親が無残な形で惨殺される事件が発生する。

## 登場人物
田口公平
東城大学医学部付属病院神経内科学教室講師。リスクマネンジメント委員会委員長。不定愁訴外来責任者。40代独身。あだ名は「グッチー」「行灯」。
白鳥圭輔
厚生労働省大臣官房秘書課付技官、医療過誤死関連中立的第三者機関設置推進準備室室長。あだ名は「火喰い鳥」「ロジカルモンスター」。加納とは同期。
高階権太
東城大学医学部付属病院院長。白鳥曰く「タヌキ」「アホウドリ」。自分の名前をひどく嫌っていて、過去に自分の名前に触れたものを次々と粛清していったという逸話がある。藤原からはゴンちゃんと呼ばれていた。
藤原真琴
不定愁訴外来専任看護師、元看護師長。不定愁訴外来開設時に再任用制度で就任。年齢は60を超えているが、年齢よりは若く見える。あだ名は「地雷原」「マコちゃん」「マコリン」。

### 東城大学医学部付属病院オレンジ新棟小児科病棟
同じオレンジ新棟で1階にある（小児科病棟は2階）救命救急センター所属の速水晃一は個別記事を、如月翔子はジェネラル・ルージュの凱旋#東城大学医学部付属病院オレンジ新棟救命救急センターを参照。
浜田小夜
小児科病棟看護師。中学の頃に両親を無くし、桜宮病院の養女となった。性格は真面目で控えめ。レポートのまとめ方に長けるなど成績は優秀だが、実技の能力に乏しい。店でピアノを演奏する仕事をしていた実父から指導されたこともあり、歌唱力が抜群に高く病院忘年会では個人で桜宮大賞を獲得するという実績を残した。他にも彼女の歌には聞いた者の後頭葉を活性化させて映像を直接伝える共感覚に似た現象を起こさせることができる。名前の由来は「小夜曲（セレナーデ）」。
猫田麻里
小児科病棟看護師長。年齢は50過ぎ。藤原の愛弟子であり手術室への勤務経験もある。速水の要望を異も唱えず受容する奥寺が唯一速水に小児科病棟配属を要望した人材で、吹き溜まりと言われた小児科病棟看護師を導き「白髭皇帝の殿前軍」と呼ばれるほどに成長させた。口数は少なく自分では手を動かさないが、部下は自然と猫田の指示通りに動くという指導方針の持ち主。些細なミスや隠し事を発見してしまうことから「千里眼」の渾名を持ち、普段は午睡に興じたりしていることから「眠り猫」とも呼ばれている。また部下や他人をこき使うのが仕事と割り切った節もあり、藤原に「開闢以来の横着者」と言われている。口癖は「手順が悪いわ」。
奥寺隆三郎
小児科学教室教授。猫田を小児科に持ってきたのは彼。鷹揚な性格で、オレンジ新棟を取り仕切る速水の提案に一切異を唱えない器の大きさを持つ。看護師からの人気は高いオールドジゴロで、彼の医局は医局員が全員女性であるため、「ハーレム医局」と揶揄されている。子供に自分の髭をいじらせ、その間に注射を済ませる神業から「白髭爺さん」と呼ばれている。
副島真弓
小児科学教室助教授。島津、平島と3人で構成される網膜芽種（レティノブラストーマ）の手術・研究を行うチーム「レティノ・グループ」の一員。ハーレム医局を取り仕切る。30代前半。「子供と医療を軽視する社会に未来は無い」という持論の持ち主。
内山聖美
小児科病棟医長。医師5年目の中堅だが些細なミスを繰り返したり、不用意な発言をとることもある軽率さがある。自分の予定と休日を重視し、仕事に対する熱意は薄く、副島や看護師達からの評判も芳しくない。
権堂昌子
小児科病棟看護主任。エシックス・コミティの委員でもある。病棟の主流派。小言が多く融通が利かない。しばしば猫田からミスを指摘されることもある。

#### 入院患者
牧村瑞人
小夜が看護を担当する網膜芽細胞腫の患者。14歳。普段はクールで悪ぶった言動で振舞う不良タイプの少年だが、年齢にそぐわない達観した精神と狡獪な頭のキレの持ち主。父親からネグレクトを受けている。ミステリ小説を読むのが趣味で、速読ができる。ミステリを読む理由は曰く「父親を殺したいと思っているから」。相手の物をくすねたりする手癖の悪さで、そのことから病棟主流派の看護師からは快く思われていない。
佐々木アツシ
網膜芽細胞腫の患者。5歳。普段は「～であります」というカエル宇宙人のアニメと思われるアニメの影響を受けた軍人口調で話すのが特徴。名前の由来はアツシの母親の昔好きだった人。特撮ヒーローの『ハイパーマンバッカス』が好きで、取り分けシトロン星人の大ファン。小夜や瑞人に懐いている。
杉山由紀
白血病の患者。16歳。3度も骨髄移植をしているが上手くいっていない。自分の状態を自覚していることから、自分の生きる時間を貴く考えている。また普段相手の想いを聞く田口が聞くことがないと判断し、一人の女性として扱おうとするほど態度も大人びている。中学の頃から水泳部の仲間と遊びに行っていた海に思いを馳せている。普段は『失われた時を求めて』を読んでいる。猫田によって小児愚痴外来のメンバーに選ばれ、瑞人と心を通わせる。あだ名は「白雪姫」。
田中秀正
鼠径ヘルニアの患者。10歳。手術を薦められても両親共に拒否し、入退院を繰り返している。大人にも物怖じしない生意気な腕白小僧。『ハイパーマンバッカス』友の会会長、ハイパーマンバッカス派でシトロン星人派のアツシを苛めている。

### ドア・トゥ・ヘブン
元病院長の佐伯清剛が、VIPのために設置した隠し部屋。
水落冴子
「迦陵頻伽」と呼ばれる伝説の歌手。ライブ中に吐血し居合わせた小夜、翔子らにより「ドア・トゥ・ヘブン」に入院する。20年前のデビュー当時は人気がなかったが特番で脚光を浴び、リバイバル盤をヒットさせた不死鳥の如く復活した歌姫。彼女のライブは小会場で予告無しに行われるため古いファンでもその情報を把握するのは難しく、ライブを聞いた観客は内容を語りたがらないという謎を残している。重度のアルコール性肝硬変を患い、余命は短い。酒を飲まないと暴れてしまう典型的なアルコール中毒者で、その上、SBチューブを噛み切る凶暴さを持つ。入院中は田口が持参する「スペシャル・アンプル（ボトル入りのお酒で、田口が集めていた。ワイン・ウイスキー・ウォッカなどさまざまな種類があり、それぞれにナンバーが付いている。）」を愛好している。彼女の歌も小夜同様の効果に加え、聞いた者の感情を引き出す力を持つ（そのため同じ映像を見せる小夜と違い見える映像は人によって異なる）。
城崎
水落冴子のマネージャーでありアレンジャー、冴子の元恋人。かつては「バタフライ・シャドウ」というバンドのベーシストだった。医者の家系に生まれるが、音楽の道を選んだために勘当されている。「人間の身体は歌声を生み出す楽器」という考えを持ち、実家の病院を継ぐという名目で培った知識に基づいて、才能ある人材の歌い手としての潜在能力を引き出すことに長けている。冴子のライブへ誘った小夜の声に惹かれる。薔薇を育てるのが得意。

### 桜宮警察署
加納達也
警察庁刑事局刑事企画課電子網監視室室長。階級は警視正。桜宮警察署へ出向中。白鳥とは確率研究会（麻雀）での腐れ縁。白鳥を顎で使える数少ない人物。あだ名は「デジタルハウンドドッグ（電子猟犬）」。
玉村誠
桜宮警察署捜査一課所属。階級は警部補。加納に使われる。小夜とは面識がある。似たような境遇にあるからか、田口とは気が合う。白鳥曰く、「同類相憐れむ」。
板東
桜宮警察署の刑事。階級は警部。加納のことを快く思っていない人物の一人。　あだ名は「蟹の甲羅」
谷口本部長
桜宮警察署を管轄に持つ、警察本部長。　あだ名は「白髪の紳士（ジェントルマン）｣
棚橋
桜宮警察署鑑識。

### その他
兵藤勉
神経内科学教室医局長兼助手。情報通。あだ名は「廊下トンビ」「歩く拡声器」。田口の後輩。
牧村鉄夫
瑞人の父。かつては成績優秀なセールスマンだったが、会社の倒産以降は職を転々とするも長続きせず現在無職、酒浸りの日々を送っている。瑞人に対してネグレクトを行っており、瑞人の病状を聞くために病院に赴こうとはせず、瑞人の手術に同意しようとはしない。
そんな最中、自宅のアパートで内臓がバラバラに取り出された死体となって発見される。
島津吾郎
放射線科助教授。レティノ・グループの一員。MRI研究分野の第一人者。Aiに好意的。田口とは学生仲間。同期の出世頭。あだ名は「がんがんトンネル魔人」。
神田
放射線科放射線科主任技師。
白石早苗
神経内科病棟看護師長。
丹羽千代
神経内科病棟看護主任。五十代半ばのベテランで病棟一の古株。
平島雄一郎
眼科助教授。レティノ・グループの一員。バチスタ・スキャンダルで鳴海が病院を去った要因となった白鳥に良い感情を抱いていない。
笹井
医学部法医学教室（モグラ御殿）教授。島津助教授と組んでAiを推進している。

## 書籍情報
- ハードカバー：2006年10月7日発売[1]、宝島社、ISBN 978-4-7966-5475-3
- 文庫版（上）：2008年9月5日発売[3]、宝島社文庫、ISBN 978-4-7966-6358-8
- 文庫版（下）：2008年9月5日発売[4]、宝島社文庫、ISBN 978-4-7966-6360-1
- 文庫新装版：2015年11月6日発売[5]、宝島社文庫、ISBN 978-4-8002-4799-5

## テレビドラマ
2009年10月9日に『金曜プレステージ』枠でドラマ『チーム・バチスタの栄光』の続編として、『チーム・バチスタ第2弾 ナイチンゲールの沈黙』のタイトルでドラマを放送。